# الغواصة الألمانية يو-598
غواصة يو-598 غواصة يو بوت ألمانية من غواصة الفئة السابعة سي بنيت لسلاح بحرية ألمانيا النازية كريغسمارينه، في أحواض بلوم+فوس خلال الحرب العالمية الثانية.

## التصميم
تم تصميم غواصات النوع VIIC الألمانية بعد الغواصات الأقصر من النوع VIIB. بلغ وزن الغواصة U-598 عند السطح 769 طنًا (757 طنًا طويلًا) و871 طنًا (857 طنًا طويلًا) عند الغمر. كان طولها الإجمالي 67.10 مترًا (220 قدمًا و2 بوصة)، وطول بدن الضغط 50.50 مترًا (165 قدمًا و8 بوصات)، وعرضها 6.20 مترًا (20 قدمًا و4 بوصات)، وارتفاعها 9.60 مترًا (31 قدمًا و6 بوصات)، والغاطس 4.74 مترًا (15 قدمًا و7 بوصات).
تم تزويد الغواصة بمحركين من نوع Germaniawerft F46، يعملان بالديزل بأربع أشواط وست أسطوانات مع شاحن توربيني فائق، وتولد قوة إجمالية تتراوح بين 2800 و3200 حصان متري (2060 إلى 2350 كيلوواط؛ 2760 إلى 3160 حصانًا ميكانيكيًا) للعمل أثناء السطح. كما تضمنت الغواصة محركين كهربائيين مزدوجي الحركة من نوع Brown, Boveri & Cie GG UB 720/8، يولدان إجمالي قوة تبلغ 750 حصانًا متريًا (550 كيلوواط؛ 740 حصانًا ميكانيكيًا) للاستخدام أثناء الغمر. كانت الغواصة مزودة بعمودين ومروحتين بقطر 1.23 متر (4 أقدام). وكان بإمكانها العمل على أعماق تصل إلى 230 مترًا (750 قدمًا).
بلغت سرعتها القصوى على السطح 17.7 عقدة (32.8 كم/ساعة؛ 20.4 ميل/ساعة)، وسرعتها القصوى تحت الماء 7.6 عقدة (14.1 كم/ساعة؛ 8.7 ميل/ساعة). عندما تكون مغمورة، كان بإمكانها العمل لمسافة 80 ميلًا بحريًا (150 كم؛ 92 ميلًا) بسرعة 4 عقد (7.4 كم/ساعة؛ 4.6 ميل/ساعة). وعندما تكون على السطح، يمكنها السفر لمسافة 8500 ميل بحري (15700 كم؛ 9800 ميل) بسرعة 10 عقد (19 كم/ساعة؛ 12 ميل/ساعة).

تم تزويد الغواصة بخمسة أنابيب طوربيد عيار 53.3 سم (21 بوصة) (أربعة في المقدمة وواحد في المؤخرة)، وأربعة عشر طوربيدًا، ومدفع بحري عيار 8.8 سم (3.46 بوصة) من طراز SK C/35 مع 220 قذيفة، ومدفع مضاد للطائرات عيار 2 سم (0.79 بوصة) من طراز C/30. كان طاقم الغواصة يتراوح بين 44 و60 فردًا.

## تاريخ الخدمة
تم وضع عارضة الغواصة في 11 يناير 1941 في حوض بناء السفن بلوم وفوس في هامبورغ برقم حوض بناء السفن 574. تم إطلاقها في 2 أكتوبر 1941، ودخلت الخدمة في 27 نوفمبر تحت قيادة كورفيتنكابيتان غوتفريد هولتورف.
عملت الغواصة مع أسطول الغواصات الثامن للتدريب بدءًا من 27 نوفمبر 1941، ثم انتقلت إلى أسطول الغواصات السادس للعمليات بدءًا من 1 يوليو 1942 حتى فقدانها.

### الدورية الأولى
بدأت الدورية الأولى للغواصة U-598 من مدينة كيل في 7 يوليو 1942. توجهت إلى المحيط الأطلسي عبر الفجوة التي تفصل بين أيسلندا وجزر فارو. خلال هذه الرحلة، غرق أحد أفراد الطاقم أثناء القيام بأعمال صيانة للموازنات والمراوح في منتصف المحيط الأطلسي في 5 أغسطس.
في 14 أغسطس، هاجمت الغواصة سفنًا شمال غرب نقطة بارلوفينتو، كوبا. حيث ألحقت أضرارًا بالسفينة ستانديلا وأغرقت كلًا من السفينة مايكل جيبسن وإمباير كوربورال. كانت السفينة إمباير كوربورال قد تعرضت سابقًا، عندما كانت تُعرف باسم بريتيش كوربورال، لتلف نتيجة هجوم بطوربيد وقنابل في القناة الإنجليزية عام 1940. بعد إصلاحها، عادت للخدمة في عام 1942، لكنها غرقت لاحقًا.
وصلت الغواصة إلى سانت نازير في فرنسا المحتلة في 13 سبتمبر.

### الدورية الثانية والثالثة
كانت الدورية الثانية للغواصة إلى جنوب غرينلاند، لكنها كانت هادئة نسبيًا ولم تسجل أحداثًا بارزة أما الدورية الثالثة، فقد بدأت وانتهت في سانت نازير بين مارس ومايو 1943.

## ملخص نتائج الخدمة
| التاريخ     | اسم السفينة       | الجنسية         | الحمولة | المصير |
| ----------- | ----------------- | --------------- | ------- | ------ |
| 14 غشت 1943 | مايكل جيبسون      | المملكة المتحدة | 2,323   | غرقت   |
| 14 غشت 1943 | امبراطورية العريف | المملكة المتحدة | 6,972   | غرقت   |
| 14 غشت 1943 | ستنديلا           | المملكة المتحدة | 6,197   | تدمرت  |